# William Lathrop
William Lathrop (* 17. April 1825 bei Le Roy, Genesee County, New York; † 19. November 1907 in Rockford, Illinois) war ein US-amerikanischer Politiker. Zwischen 1877 und 1879 vertrat er den Bundesstaat Illinois im US-Repräsentantenhaus.

## Leben
William Lathrop besuchte die öffentlichen Schulen seiner Heimat. Nach einem anschließenden Jurastudium in Attica und seiner 1850 erfolgten Zulassung als Rechtsanwalt begann er ab 1851 in Rockford in diesem Beruf zu arbeiten. Bald wurde er juristischer Vertreter seiner neuen Heimatstadt. Gleichzeitig schlug er als Mitglied der 1854 gegründeten Republikanischen Partei eine politische Laufbahn ein. In den Jahren 1856 und 1857 war er Abgeordneter im Repräsentantenhaus von Illinois.
Bei den Kongresswahlen des Jahres 1876 wurde Lathrop im vierten Wahlbezirk von Illinois in das US-Repräsentantenhaus in Washington, D.C. gewählt, wo er am 4. März 1877 die Nachfolge von Stephen A. Hurlbut antrat. Bis zum 3. März 1879 konnte er eine Legislaturperiode im Kongress absolvieren. Nach dem Ende seiner Zeit im US-Repräsentantenhaus praktizierte William Lathrop wieder als Anwalt. Er starb am 19. November 1907 in Rockford.